# Raj (województwo mazowieckie)
Raj – wieś w Polsce. położona w województwie mazowieckim, w powiecie lipskim, w gminie Solec nad Wisłą. Raj położony jest ok. 2 km na południe od Solca nad Wisłą. Znajduje się w obrębie sołectwa Kolonia Nadwiślańska.
Do 31 grudnia 2024 miejscowość była przysiółkiem wsi Kolonia Nadwiślańska.
W latach 1975–1998 Raj administracyjnie należał do województwa radomskiego.
Nazwa wsi ma pospolite pochodzenie - „raj” jako miejsce położone w pięknej okolicy. Już w XVI w. istniał tu folwark Raj - własność zamku w Solcu. W połowie XVII w. powstała tu letnia rezydencja starosty Zbaraskiego. Na mapie z 1859 wieś widnieje jako Folwark Wymysłów
Wierni kościoła rzymskokatolickiego należą do parafii Wniebowzięcia Najświętszej Maryi Panny w Solcu nad Wisłą.